# گنوری
گنوری (به انگلیسی: Ganori) یک منطقهٔ مسکونی در پاکستان است که در خیبر پختونخوا واقع شده‌است.